# Vodu
De Vodu of Vodou, meervoud Vodun of Vodoun, is de naam van de veertien, mindere, goden van de Vodunreligie die beleefd wordt in Benin en Togo in West-Afrika. Deze goden zijn afgevaardigden van de scheppende god Mawu, die zich na een korte tijd op aarde geleefd te hebben, van de mensen afwendde en zich ver in de godenwereld terugtrok, in de Deus Otiotus. Over de kosmologie en de schepping bestaan verschillende verhalen en ook over Mawu bestaan diverse mythen. De oorzaak ligt in de orale traditie van de religie, waardoor verhalen in de loop van de tijd door de vertellers zijn aangepast en veranderd.
Omdat Mawu zich terugtrok, maar de wereld niet aan zijn lot kon overlaten, schiep hij de Vodun. Deze werden zijn afgevaardigden op aarde, die autonoom verantwoordelijk werden voor het reilen en zeilen van mens, flora, fauna en natuur. De Vodun kozen ervoor om in die vormen gecamoufleerd hun werk te doen: er zijn goden die in het water leven, in bomen, in dieren, in stenen of rotsen, in de donder of de regen. Elke Vodu heeft zijn eigen plekje op aarde met zijn eigen specifieke krachten, liederen, offers en volgelingen onder de mensen. De Vodussi, die volgelingen, zijn er in vele categorieën. De meeste mensen in een gemiddeld dorp in Benin of Togo komen naar de feesten ter ere van overledenen, gaan naar de priester toe in tijden van nood of wonen ceremonies ter ere van hun familie of gezin bij. Een groot deel van de vodussi zijn ingewijden van een of meer vodun. Daarnaast zijn er per dorp een aantal priesters of ook wel Hunon genoemd, die voor de tempels van de Vodun zorgen. Sommige tempels hebben ook een soort klooster waar de adepten worden ingewijd en voorbereid op een leven met hun Vodu.
Da is bij de Fon in Benin een van de Vodu. Dit is het nageslacht van het godenpaar Mawu en Lisa.
De priester is vaak ook de arts in het dorp, omdat deze flora en fauna zeer goed kent en op de hoogte is van de medische krachten van de natuur, dus ook van de Vodun. Hij zal de Vodun dan ook bij de genezing betrekken en daar horen vaak ceremonies bij. Behalve deze medische functie worden priesters ook wel benaderd om de krachten van de wereld in hun eigen voordeel of het nadeel van een ander te wenden. Dat wordt gedaan door een of meer Vodun door het aanbieden van offerandes te verleiden hun krachten daarvoor te gebruiken. Deze offerandes kunnen voedsel zijn of drank. Vaak ziet men veel bloed, wat een barbaarse indruk maakt op Westerse toeschouwers. Het is echter de overtuiging van de gelovigen dat de dieren gebruikt voor de offers het leven geven voor de mensen en dat dat juist een groot offer is. Daarom worden de geofferde dieren bedankt voor het geven van hun leven.
De Beninezen en Togolezen zijn minder religieus dan vaak wordt gedacht. Bovendien staat de Vodunreligie, zoals vele Afrikaanse religies, zeer open voor andere religieuze invloeden. Juist deze flexibiliteit heeft ervoor gezorgd dat deze religie al eeuwen in ontwikkeling is en nog steeds leeft. Mondialisering en snelle veranderingen worden deels opgevangen en verwerkt doordat in de religie voor deze nieuwe dingen ook nieuwe goden 'geboren' worden die de nieuwe problemen die het met zich meebrengen het hoofd kunnen bieden.

## Haïti
De Voodoo is de Engelse naam voor de Vodou uit Haïti, ook een vorm van religie, maar aan de andere kant van de Atlantische Oceaan.